# 河田橋

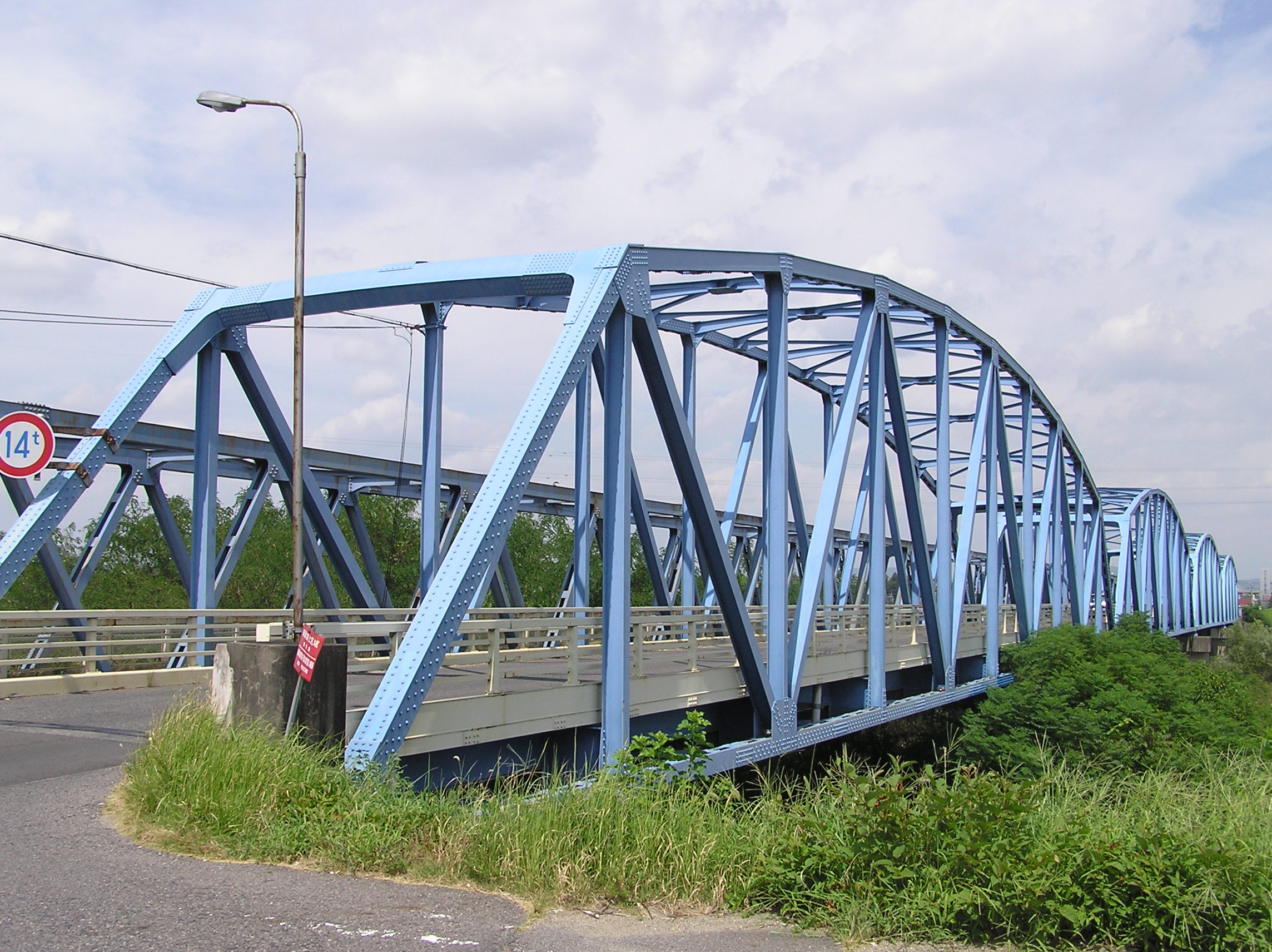
愛知県側より撮影

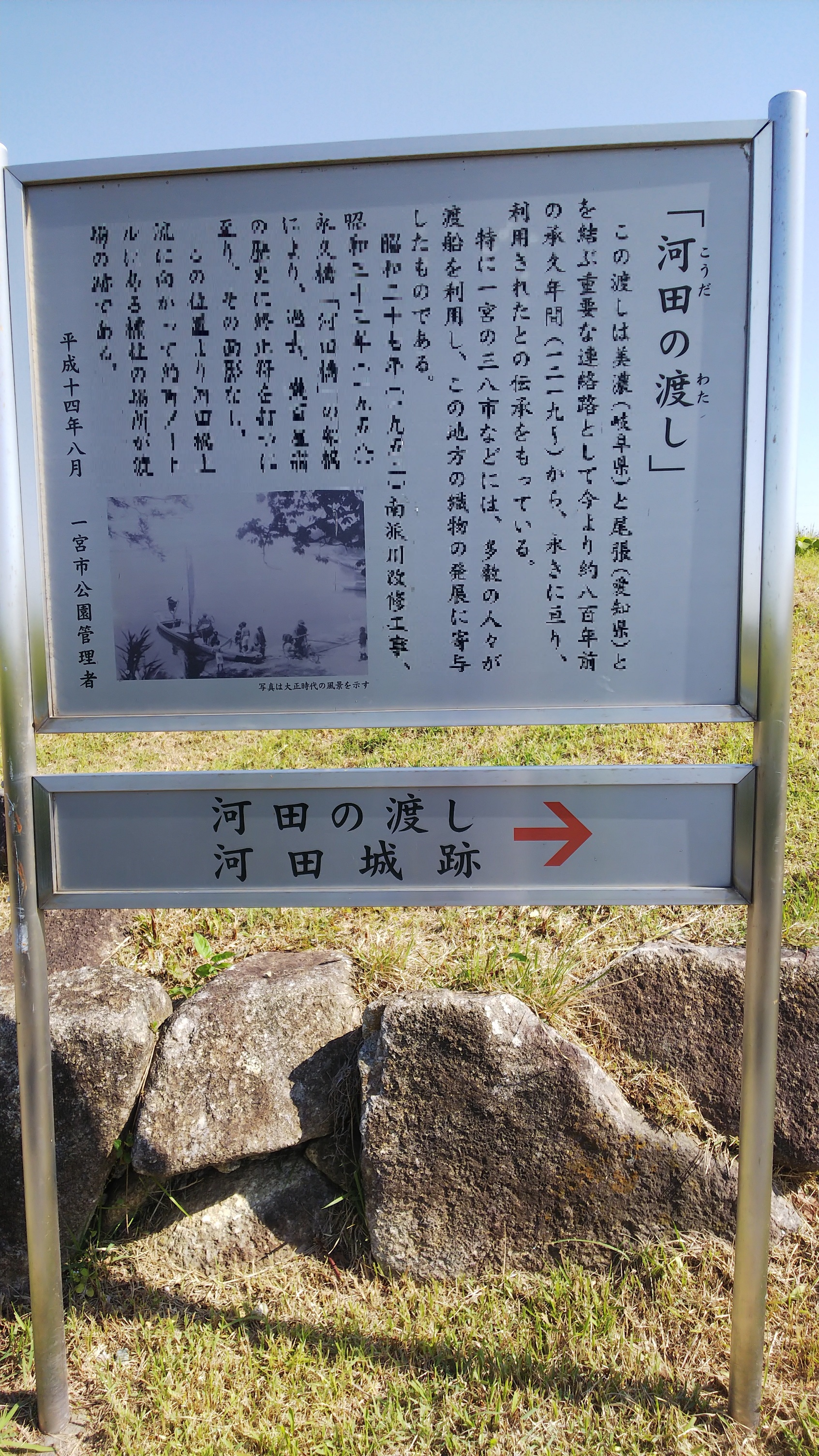
愛知県側の河田の渡し解説版

河田橋（こうだばし）は、愛知県一宮市浅井町河田と岐阜県各務原市川島松原町の木曽川南派川に架かる愛知県道151号・岐阜県道114号一宮各務原線のワーレントラス橋である。

## 概要
- 供用：1958年（昭和33年）8月8日（車道橋）・1974年（昭和49年）1月11日（歩道橋）
- 延長：260m（車道橋）・258.9m（歩道橋）
- 幅員：6m（車道橋）・2.25m（歩道橋）

## 歴史
以前は、河田渡船という渡船があったが、木曽川の洪水により欠航となることがあった。
1922年（大正11年）7月に、初代の河田橋が架橋される（木製・延長：139.5m、幅員：3.6m）。
昭和になり、河田橋が県道に昇格すると交通量も増加。橋の増強が必要となり、1931年（昭和6年）7月、2代目の河田橋が架橋される（木製・延長：200m、幅員：3m）。しかし、木製の橋のため、洪水による破損、流出が起こり、その都度渡船の運航および橋の修復が行われる。
1958年（昭和33年）8月8日、現在の3代目の河田橋が架橋される。
1974年（昭和49年）1月11日、歩道橋が架橋される。
1994年（平成6年）頃、老朽化のため、橋桁の一部が破損、床版に直径1mの穴が開いてしまう。このため、修復工事のため約1か月に渡り通行止めとなり、渡橋が迂回路となった。修復工事後は、重量制限（14t）が設けられ、現在に至る。